# Hofkapelle (Amt)
Die Hofkapelle entstand unter den Karolingern als zentrale geistliche Institution am Königshof. Sie war die einzige institutionelle Verwaltungseinheit im Frankenreich und seinen Nachfolgereichen in Europa. Vom Königshof ausgehend entwickelten sich auch an anderen Fürsten- und Bischofshöfen Hofkapellen.

## Geschichte
In der Hofkapelle sind alle am Königshof tätigen Kleriker zusammengefasst. Diese verrichteten sowohl religiöse als auch weltliche Aufgaben. Sie waren für die sakralen Handlungen und Gottesdienste am Hof zuständig. Der Name Kapelle und daraus folgend Kaplan leitet sich von der Reliquie des Mantels des Heiligen Martins ab, der lateinisch cappa oder capella genannt wurde und deren Aufbewahrung unter die Aufgaben der Hofkleriker fiel.
Im administrativen Bereich waren die Kapläne für die schriftlichen Verwaltungsaufgaben, also die Ausfertigung von Urkunden und Kapitularien, zuständig. Die Hofkapelle war zentrales Organ der weltlichen und geistlichen Ordnung des Reiches. Die Ausführung der Verwaltung des Reiches lag in den Händen der Grafen.
An der Spitze der Kapelle stand seit Ludwig dem Deutschen der Erzkaplan (lat. archicapellanus). Erster Erzkaplan war Bischof Baturich von Regensburg. Wegen der Kanzleifunktion der Hofkapelle wurde dieser auch bald Erzkanzler (archicancellarius) genannt.
Ab 870 bekleidete dieses Amt der Erzbischof von Mainz. Otto der Große musste jedoch den Erzbischöfen von Köln und Vienne (später Trier) ebenfalls die Erzkanzlerwürde zugestehen. Daraus entwickelten sich die drei geistlichen Erzämter, die für die Reichsbereiche Deutschland (Mainz), Italien (Köln) und Burgund/Arelat (Trier) zuständig waren.
Wegen der häufigen Abwesenheit der Erzkanzler vom Königshof führte während dieser Zeit der (Reichs-)Kanzler die Geschäfte und wurde dadurch zu einem wichtigen Berater des Königs.